# Nazz Nazz
Nazz Nazz è il secondo album dei Nazz, pubblicato dalla SGC Records nell'aprile del 1969.

## Tracce
Tutti i brani composti da Todd Rundgren
Lato A
1. Forget All About It – 3:15
2. Not Wrong Long – 2:30
3. Rain Rider – 3:52
4. Gonna Cry Today – 3:15
5. Meridian Leeward – 3:20
6. Under the Ice – 5:40

Durata totale: 21:52
Lato B
1. Hang on Paul – 2:42
2. Kiddie Boy – 3:30
3. Featherbedding Lover – 2:47
4. Letters Don't Count – 3:25
5. A Beautiful Song – 11:15

Durata totale: 23:39
Edizione CD del 2006, pubblicato dalla Strange Days Records (POCE 1002)
Tutti i brani composti da Todd Rundgren
1. Forget All About It – 3:31
2. Not Wrong Long – 2:28
3. Rain Rider – 3:55
4. Gonna Cry Today – 3:20
5. Meridian Leeward – 3:24
6. Under the Ice – 5:46
7. Hang on Paul – 2:49
8. Kiddie Boy – 3:28
9. Featherbedding Lover – 3:00
10. Letters Don't Count – 3:26
11. A Beautiful Song – 11:40
12. Love Everywhere – 6:57 – Bonus Track - Alternate Take
13. Sing a Song – 2:19 – Bonus Track - Alternate Take
14. Sydney's Lunchbox – 4:38 – Bonus Track - Alternate Take
15. Magic Me – 3:10 – Bonus Track - Alternate Take
16. Kicks – 4:15 – Bonus Track - Long Version
17. Not Wrong Long – 2:29 – Bonus Track - Mono Single
18. Under the Ice – 5:32 – Bonus Track - Mono Single

Durata totale: 76:07

## Formazione
- Todd Rundgren - chitarre, voce
- Stewkey Antoni - voce, tastiere
- Carson Van Osten - basso
- Thom Mooney - batteria